# US Avellino 1912
Die Unione Sportiva Avellino 1912 S.p.A. (früher: US Avellino, Avellino Calcio.12 und AS Avellino 1912) ist ein italienischer Fußballclub aus der kampanischen Stadt Avellino.
Die Vereinsfarben sind Grün-Weiß. Als Stadion dient dem Verein das Stadio Partenio-Adriano Lombardi, es bietet Platz für 10.215 Zuschauer.

## Geschichte

Logo des US Avellino 1912 (2010 bis 2015) als der Verein unter dem Namen AS Avellino 1912 lief

Logo des US Avellino (bis 2009 und seit 2015)

Der Verein wurde im Dezember 1912 gegründet, der erste Präsident war Alfonso Di Marzio Capozzi, ein reicher Schwefelminenbesitzer. Gespielt wurde auf einem Fußballplatz mitten in Avellino, so dass die umliegenden Bewohner einen guten Blick auf das Spielfeld hatten. Bis in die Saison 1972/73 spielte Avellino in der Serie C oder D mit wechselnden Erfolgen. 1972/73 gelang unter Präsident Antonio Sibilia und Trainer Tony Gianmarinaro der Aufstieg in die Serie B, der bis dahin größte Erfolg der Vereinsgeschichte. Dieser Erfolg gelang mit 62 Punkten und einem Torverhältnis von 64:18, wobei der Verein ohne Niederlage blieb. Größter Erfolg war eine zehnjährige, ununterbrochene Zugehörigkeit zur Serie A von 1978 bis 1988. In dieser Zeit bot das Stadion gar Platz für 42.000 Zuschauer. Den größten Höhenflug erlebte der Club dabei mit dem achten Platz in der Saison 1981/82 und Saison 1986/87.
Nach dem Abstieg in die Serie B begann eine Zeit, in der Avellino immer wieder zwischen ihr und der Serie C wechselte. Die Saison 2008/09 beendete Avellino als vorletzte Mannschaft der Serie B und musste absteigen, jedoch verkündete die Commissione di Vigilanza sulle Società Calcistiche (Überwachungskommission der Fußballklubs), dass Avellino die nötigen finanziellen Bedingungen für Profifußball nicht erfüllen kann und deswegen aus dem Profifußball ausscheiden muss. Da der Verein dagegen nicht berief, musste US Avellino in die Serie D absteigen, der höchsten italienischen Amateurklasse, wo sie sich aber als 5. für den Aufstieg qualifizierten. Gegenwärtig (Saison 2020/21) spielt Avellino in der Serie C, der dritten italienischen Liga.

## Besonderes
Erfolge des US Avellino korrelieren erstaunlich häufig mit Todeszeitpunkten von Päpsten. In Jahren, in denen der Verein sich für eine höhere Liga qualifizierte ("Aufstieg"), starb häufig ein Papst, was Medien als "Fluch" bezeichnen.

## Ehemalige Spieler
- Angelo Alessio
- Nikolaos Anastopoulos
- Salvatore Bagni
- Francesco Baiano
- Gerónimo Barbadillo
- Wiktor Budjanski
- Stefano Colantuono
- Franco Colomba
- Matteo Contini
- Tomas Danilevičius
- Ramón Díaz
- Dirceu
- Luciano Favero
- Moreno Ferrario
- Armando Izzo
- Wital Kutusau
- Julio César de León
- Adriano Lombardi
- Luigi Molino
- Fernando De Napoli
- Constantin Nica
- Antonio Nocerino
- Fabiano Parisi
- Fabio Pecchia
- Massimo Rastelli
- Fabrizio Ravanelli
- Gennaro Sardo
- Walter Schachner
- Salvatore Di Somma
- Andrea Soncin
- Stefano Tacconi
- Beniamino Vignola
- Davide Zappacosta

## Ehemalige Trainer
- Giuseppe Cavanna
- Antonio Vojak (1947)
- Ferenc Plemich
- Corrado Viciani (1976–1977)
- Giuseppe Baldini (1977)
- Rino Marchesi (1978–1980)
- Luís Vinício (1980–1982)
- Ottavio Bianchi (1983–1984)
- Antonio Angelillo (1984–1985)
- Enzo Robotti gemeinsam mit dem technischen Direktor  Tomislav Ivić (1985–1986)
- Eugenio Bersellini (1987–1988)
- Enzo Ferrari (1988)
- Eugenio Fascetti (1988–1989)
- Francesco Graziani (1991–1992)
- Giuseppe Papadopulo (1994–1995)
- Zbigniew Boniek (1995)
- Zdeněk Zeman (2003–2004)
- Antonello Cuccureddu (2004–2005)
- Giuseppe Galderisi (2006–2007)
- Massimo Rastelli (2012–2015)
- Attilio Tesser
- Dario Marcolin
- Walter Novellino
- Ezio Capuano
- Piero Braglia

## Erfolge
- A-Mannschaft:

Serie A: 10 Jahre Zugehörigkeit (1978–1988)
Serie C: 4 (1972/73)
Serie C1: 1 (2002/03)
Serie D: 3 (1961/62), (1963/64), (2018/19)